# Église catholique au Pakistan
L'Église catholique compte plus d'un million de fidèles au Pakistan.

## Archidiocèses et diocèses
- Archidiocèse de Karachi : archevêque Joseph Coutts
  - Diocèse de Hyderâbâd : évêque Samson Shukardin (de), O.F.M
- Archidiocèse de Lahore : archevêque Sebastian Francis Shaw, O.F.M
  - Diocèse de Faisalabad : vacant
  - Diocèse d'Islamabad-Rawalpindi : archevêque Joseph Arshad (en)
  - Diocèse de Multan : évêque Benny Mario Travas
- Vicariat apostolique de Quetta : vicaire apostolique Victor Gnanapragasam, O.M.I.

## Sanctuaires
La Conférence des évêques catholiques du Pakistan (en) ne donne le statut de sanctuaire national qu’au sanctuaire Notre-Dame-de-Lourdes de Mariamabad.